# هاکی روی چمن در المپیک تابستانی ۱۹۷۲
هاکی روی چمن در بازی‌های المپیک تابستانی ۱۹۷۲ نام رویداد ورزش هاکی روی چمن در بازی‌های المپیک تابستانی بود که در سال ۱۹۷۲ برگزار شد.

## رتبه بندی نهایی
1. آلمان غربی
2. پاکستان
3. هند
4. هلند
5. استرالیا
6. بریتانیای کبیر
7. اسپانیا
8. مالزی
9. نیوزیلند
10. بلژیک
11. لهستان
12. فرانسه
13. کنیا
14. آرژانتین
15. اوگاندا
16. مکزیک